# Shunzō Ōno
Shunzō Ōno (大野 俊三?, Ōno Shunzō; Prefettura di Chiba, 29 marzo 1965) è un ex calciatore giapponese, di ruolo difensore.
Dal 1992 fino a fine carriera ha giocato in massima divisione giapponese.